# The Movies
The Movies — відеогра, економічний симулятор, розроблений студією Lionhead Studios і виданий компанією Activision 2005 року на платформі Microsoft Windows. Версією для MacOS займалася компанія Robosoft Interactive. Відеогра була випущена 8 листопада 2005 року в Північній Америці, та 11 листопада 2005 — в Європі.
6 червня 2006 року було випущено доповнення «The Movies: Stunts & Effects», яке додало безліч нових можливостей, серед яких були трюки, спеціальні ефекти, а також можливість власноруч під час знімання фільмів призначати кути запису камер.

## Ігровий процес
У The Movies гравець виступає в ролі власника кінокомпанії, де він має можливість управляти не лише студією (будувати й зносити будівлі, наймати й звільняти акторів чи працівників тощо), а й процесом створення фільмів, що значно відрізняє гру від більшості інших економічних симуляторів. Також у гру введені елементи симулятора життя. Це проявляється в тому, що з часом актори та персонал старішають і з'являються нові персонажі. Старим акторам найкраще зніматися в фільмах жахів, а молодим — у мелодрамах.